# Z-Man Games
Z-Man Games — американська компанія з виробництва настільних ігор, заснована у 1999 році. Назва походить від імені засновника, Зева Шласінгера. Компанія відома серією ігор Пандемія, а також виданням англомовних версій популярних єврогр таких, як Каркасон та Terra Mystica.

## Історія
Z-Man Games була заснована з метою відновлення публікації колекційної карткової гри Shadowfist.
У 2011 році компанію придбала Софі Гравель, власниця видавництва/дистриб'ютора Filosofia з Квебеку, що призвело до створення F2Z Entertainment. Зев Шласінгер залишив Z-Man Games у січні 2016 року. У тому ж році F2Z Entertainment була придбана компанією Asmodee.

## Видані ігри
- Серія карткових ігор у стилі фільми категорії B, до якої входять Grave Robbers From Outer Space[1][5] та Cannibal Pygmies in the Jungle of Doom[6]
- 1960: The Making of the President,[7][8] оригінальна розробка Z-Man Games
- Агрікола
- Archaeology: The Card Game, карткова гра в ринковому стилі[9]
- Arimaa, абстрактна стратегічна гра
- Ascending Empires, гра про розширення космічної імперії[10]
- Каркасон, англомовна версія цієї гри видається Z-Man Games у США та Канаді з 2012 року
- Endeavor, складна стратегічна гра, видана Z-Man Games у 2009 році[11]
- Gheos, гра, де гравці виступають у ролі божеств[12]
- Neuroshima Hex!
- Omlevex, доповнення для рольових ігор Mutants & Masterminds, Champions і Silver Age Sentinels[13][14]
- Onirim, і серія Oniverse: Sylvion, Castellion, Nautilion і Aerion
- Пандемія, кооперативна настільна гра[15]
- Саботер, карткова гра про створення шляхів у шахті
- Shadow Hunters
- Shadowfist
- Start Player від Теда Алспача, карткова гра для визначення черговості ходу
- Terra Mystica, від Єнса Дрьогемюллера та Хельге Остертега, переможець 2013 International Gamers Award - General Strategy: Multi-player Winner[16]
- Ursuppe
- The Walking Dead, настільна гра 2009 року, створена за мотивами одноіменного коміксу
- The Walking Dead: The Prison, «одночасно окрема гра та розширення до першої гри», профінансована через Kickstarter[17]